# Мангал Багх
Мангал Багх (1973 – 28 січня 2021),  також відомий як Мангал Багх Афріді, був лідером Лашкар-і-Іслам, бойового угруповання, що діяло в Пакистані та Афганістані.  Загинув під час вибуху на дорозі в Нангархарі, Афганістан, 28 січня 2021 року.

## Особисте життя
Багх походив з Бара Техсіль і належав до племені Сепах Афріді.  У молодості був ідеологічно пов'язаний з Національною партією Авамі (ANP) і мив машини на стоянці таксі в Пешаварі. Потім Багх став кондуктором автобуса, який курсував між Барою та Пешаваром, а пізніше – його водієм. 
Багх не був дуже освіченим, оскільки відвідував лише початкову школу в рідному місті. 

## Бойова діяльність
Кажуть, що Багх був наступником муфтія Муніра Шакіра, деобандійського священнослужителя, який заснував піратську радіостанцію в управі Хайбер у 2004 році після того, як його вигнали з управи Куррам племінні старійшини за розпалювання міжконфесійної ворожнечі. Коли Шакіра вигнали з управи Хайбер, він передав свою радіостанцію Багху, місцевому водієві, і Багх згодом також очолив бойове угруповання Лашкар-і-Іслам. 
Лашкар-і-Іслам, очолюваний Багхом, співпрацював з «Техрік-і Талібан Пакистан» (TTP). У 2008 році Багх і його група бойовиків відступили до Афганістану після серії військових операцій, проведених пакистанською армією в долині Бари, а потім і долині Тірах. 
Під час свого перебування в Афганістані Лашкар-е-Іслам співпрацював з Ісламською державою Іраку та Леванту (ІДІЛ).  У 2016 році афганське інформаційне видання "Pajhwok News" повідомило, що Лашкар-е-Іслам набирає сили в Нангархарі після того, як почали співпрацювати з ІДІЛ. Начальник розвідки в Нангархарі генерал-майор Дад Мохаммад Харіфі, однак, сказав, що у них немає доказів, щоб довести, що бойовики під керівництвом Мангала Багха будь-коли нападали на афганські пости безпеки в Нангархарі. 
Джерела в афганському русі "Талібан" повідомили, що Мангал Багх колись об'єднував сили з підтримуваним афганським урядом ополченням, відомим як Арбакі, для боротьби з афганськими талібами в провінції Нангархар. 

## Смерть
28 січня 2021 року в Нангархарі, Афганістан, Багх загинув під час вибуху бомби на дорозі.  Жодна група чи особа не взяла на себе відповідальність за вбивство Багха. Смерть Багха підтвердив губернатор Нангархара Зія-уль-Хак Амаркхель. 
Його похорони відбулися в районі Ачин, Афганістан. Кілька близьких соратників Багха були присутні на його похоронах. 

### Попередні повідомлення про смерть
Повідомлялося, що 22 липня 2016 року Мангал Багх загинув під час атаки безпілотника в провінції Нангархар, Афганістан. 
Однак у травні 2017 року відділ Міжслужбових зв'язків з громадськістю негласно визнав, що повідомлення про смерть Багха було неправдивим, коли вони оголосили, що пакистанські сили провели операцію в управі Хайбер, убивши кількох бойовиків після отримання повідомлення про присутність Багха. 
Повідомлення про смерть Багха остаточно виявилося неправдивим, коли 7 березня 2018 року Сполучені Штати додали Багха до списку розшукуваних Державним департаментом США в межах програми "Винагорода за правосуддя". 